# Ulutau
Der Ulutau (kasachisch Ұлытау „große Berge“; russisch Улутау) ist ein Mittelgebirge in Kasachstan.
Es befindet sich westlich der Stadt Schesqasghan im Zentrum des Landes und verläuft in Nord-Süd-Richtung.
Südlich geht das Gebirge in die Hungersteppe über, im Westen in die Turgaisenke. Gelegentlich wird der Ulutau zur Kasachischen Schwelle gezählt, die sich östlich befindet, mit der der Ulutau jedoch keine oberirdisch sichtbare Verbindung hat.
Der höchste Berg ist der gleichnamige Ulutau mit 1133 m. Der Gebirgszug besteht hauptsächlich aus Granit.
Das Gebiet des Ulutau ist reich an verschiedenen Bodenschätzen, die in Schesqasghan verhüttet werden. Abbauwürdige Vorkommen bestehen vor allem von Kupfer und Gold.